# 대학체전 : 소년선수촌
《대학체전 : 소년선수촌》은 MBC, 라이프타임에서 2024년 2월 18일부터 2024년 4월 21일까지 방영 중인 프로그램이다.

## 기획 의도
대한민국을 대표하는 체대생들이 각 대학의 명예를 걸고 펼치는 국내 최초 체대 서바이벌 예능

## 진행자
- 김요한 (위아이)

## 코치
- 장은실
- 이대훈
- 윤성빈
- 덱스

### 스페셜 코치
- 추성훈 (6회)